# Kirstie Alley
Kirstie Louise Alley (Wichita, 12 de janeiro de 1951 – Clearwater, 5 de dezembro de 2022) foi uma premiada atriz dos Estados Unidos da América indicada a 6 Globo de Ouro sendo vencedora de 1, indicada a 8 Emmy Awards sendo vencedora de 2, e indicada a um SAG. Ela também recebeu uma estrela na Calçada da Fama de Hollywood em 1995.

## Primeiros anos
Kirstie Alley nasceu em Wichita, Kansas, filha de Lillian Mickie, dona de casa, e Robert Deal Alley, dono de uma empresa madeireira. Ela tem dois irmãos, Colette e Craig. Alley completou o ensino médio na Wichita Southeast High School, se graduando em 1969. Em 1974, ela frequentou a faculdade Kansas State University, abandonando a mesma, após seu segundo ano. Em 1981, um acidente de carro causado por um motorista bêbado matou sua mãe e deixou seu pai gravemente ferido, mas se recuperou. Depois disso, decidiu estudar teatro, onde ficou por cinco anos estudando e fazendo trabalhos de designer de interiores antes de migrar para Hollywood.
Antes de se tornar atriz, Alley apareceu na televisão como concorrente de um game show estadunidense, chamado Match Game em 1979, no qual ela venceu duas rodadas. Ela também apareceu como concorrente no programa Password Plus em 1980.

## Carreira
Alcançou o reconhecimento pela primeira vez em 1982, em uma das películas da saga Star Trek, Star Trek II: The Wrath of Khan, interpretando a oficial Saavik. Em 1987, Alley estrelou ao lado de Mark Harmon a comédia adolescente Summer School. No mesmo ano, se juntou ao elenco da série de comédia Cheers, interpretando Rebecca Howe, permanecendo no programa até sua última temporada. Alley venceu um Emmy e um Globo de Ouro em 1991 por seu desempenho em Cheers. Em 1989, Alley estrelou ao lado de John Travolta o filme Olha quem Está Falando, que foi um sucesso de bilheteria no mundo todo. Eles protagonizaram as duas sequências do filme, Olha quem Está Falando Também e Olha quem Está Falando Agora.
Ela ganhou seu segundo Emmy em 1994, pelo telefilme David's Mother. Por suas contribuições à indústria cinematográfica, Alley recebeu uma estrela de cinema na Calçada da Fama de Hollywood, em 1995. No mesmo ano, estrelou ao lado das gêmeas Olsen, o filme As Namoradas do Papai.
De 1997 a 2000, atuou no seriado Veronica's Closet, recebendo mais indicações ao Emmy e ao Globo de Ouro.[carece de fontes?]
Em fevereiro de 2011, Alley foi anunciada como participante do Dancing with the Stars, terminando a competição em segundo lugar. No ano seguinte, ela retornou ao programa para uma segunda chance de ganhar o troféu, dessa vez foi a sétima eliminada da competição. Em 2016, ingressou na segunda temporada da série Scream Queens. Em 2018, Alley foi vice-campeã na 22ª temporada do reality show britânico Celebrity Big Brother.

## Morte
Alley morreu em decorrência de um câncer colorretal em 5 de dezembro de 2022. Ela fazia tratamento em Tampa, no estado da Flórida.

## Filmografia

### Cinema
| Ano  | Título                          | Papel                  | Notas         |
| ---- | ------------------------------- | ---------------------- | ------------- |
| 1982 | Star Trek II: The Wrath of Khan | Saavik                 | [ 10 ]        |
| 1983 | One More Chance                 | Sheila                 | [ 11 ]        |
| 1984 | Champions                       | Barbara                | [ 11 ]        |
| 1984 | Blind Date                      | Claire Simpson         | [ 11 ]        |
| 1984 | Runaway                         | Jackie Rogers          | [ 11 ]        |
| 1987 | Summer School                   | Robin Elizabeth Bishop | [ 11 ]        |
| 1988 | She's Having a Baby             | Ela mesma              | Não creditada |
| 1988 | Shoot to Kill                   | Sarah Rennell          | [ 11 ]        |
| 1989 | Loverboy                        | Dr.ª Joyce Palmer      | [ 11 ] [ 10 ] |
| 1989 | Look Who's Talking              | Mollie                 | [ 11 ]        |
| 1990 | Madhouse                        | Jessie Bannister       | [ 10 ]        |
| 1990 | Sibling Rivalry                 | Marjorie Turner        | [ 10 ] [ 11 ] |
| 1990 | Look Who's Talking Too          | Mollie                 | [ 10 ]        |
| 1993 | Look Who's Talking Now          | Mollie                 | [ 10 ]        |
| 1995 | Village of the Damned           | Dr.ª Susan Verner      | [ 10 ]        |
| 1995 | It Takes Two                    | Diane Barrows          | [ 11 ]        |
| 1996 | Sticks & Stones                 | Mãe de Joey            | [ 10 ]        |
| 1997 | Nevada                          | McGill                 | Co-produtora  |
| 1997 | Deconstructing Harry            | Joan                   | [ 11 ]        |
| 1997 | For Richer or Poorer            | Caroline Sexton        | [ 11 ]        |
| 1999 | The Mao Game                    | Diane Highland         | [ 11 ]        |
| 1999 | Drop Dead Gorgeous              | Gladys Leeman          | [ 11 ]        |
| 2004 | Back by Midnight                | Gloria Beaumont        | [ 10 ]        |
| 2013 | Syrup                           | Kirstie Alley          | [ 10 ]        |
| 2015 | Accidental Love                 | Tia Rita               | [ 11 ]        |

### Televisão
| Ano       | Título                     | Papel                     | Notas                                                                                   |
| --------- | -------------------------- | ------------------------- | --------------------------------------------------------------------------------------- |
| 1978      | Quark                      |                           | Episódio: "The Old and the Beautiful"                                                   |
| 1979      | Match Game                 | Ela mesma                 | 3 episódios                                                                             |
| 1983      | Highway Honeys             |                           | Telefilme                                                                               |
| 1983      | The Love Boat              | Marion Stevens            | Episódio: "The World's Greatest Kisser/Don't Take My Wife, Please/The Reluctant Father" |
| 1983–1984 | Masquerade                 | Casey Collins             | Elenco principal                                                                        |
| 1984      | Sins of the Past           | Patrice Cantwell          | Telefilme                                                                               |
| 1985      | A Bunny's Tale             | Gloria Steinem            | Telefilme                                                                               |
| 1985–1986 | North and South            | Virgilia Hazard           | Minissérie; elenco principal                                                            |
| 1985–1987 | The Hitchhiker             | Jane L. Angelica          | 2 episódios                                                                             |
| 1986      | Prince of Bel Air          | Jamie Harrison            | Telefilme                                                                               |
| 1986      | Stark: Mirror Image        | Maggie Carter             | Telefilme                                                                               |
| 1987–1993 | Cheers                     | Rebecca Howe              | Elenco regular                                                                          |
| 1987      | Infidelity                 | Ellie Denato              | Telefilme                                                                               |
| 1988      | Mickey's 60th Birthday     | Rebecca Howe              | Telefilme                                                                               |
| 1990      | Masquerade                 | Casey Collins             | Telefilme                                                                               |
| 1991–1993 | Saturday Night Live        | Ela mesma / apresentadora | 2 episódios                                                                             |
| 1991      | Flesh 'n' Blood            | Starr Baxter              | Episódio: "Arlo and Starr"                                                              |
| 1993      | Wings                      | Rebecca Howe              | Episódio: "I Love Brian"                                                                |
| 1994      | David's Mother             | Sally Goodson             | Telefilme                                                                               |
| 1995      | Peter and the Wolf         | Annie/Bird/Duck (voz)     | Telefilme                                                                               |
| 1996      | Radiant City               | Gloria Goodman            | Telefilme                                                                               |
| 1996      | Suddenly                   | Marty Doyle               | Telefilme; roteirista                                                                   |
| 1997–2000 | Veronica's Closet          | Veronica Chase            | Elenco regular; produtora                                                               |
| 1997      | Ink                        | Dahlia                    | Episódio: "Breaking the Rules"                                                          |
| 1997      | Toothless                  | Dr.ª Katherine Lewis      | Telefilme                                                                               |
| 1997      | The Last Don               | Rose Marie Clericuzio     | Minissérie; elenco principal                                                            |
| 1998      | The Last Don II            | Rose Marie Clericuzio     | Minissérie; elenco principal                                                            |
| 2001      | Blonde                     | Elsie                     | Minissérie; elenco principal                                                            |
| 2001      | Dharma & Greg              | Dr.ª Tish (não creditada) | Episódio: "The End of the Innocence: Part 1"                                            |
| 2002      | Glory Days                 | Agente do Mike            | Episódio piloto não exibido                                                             |
| 2003      | Salem Witch Trials         | Ann Putnam, Jr.           | Telefilme                                                                               |
| 2003      | Profoundly Normal          | Donna Lee Shelby Thornton | Telefilme; produtora executiva                                                          |
| 2004      | Without a Trace            | Noreen Raab               | Episódio: "Risen"                                                                       |
| 2004      | Family Sins                | Brenda Geck               | Telefilme                                                                               |
| 2004      | While I Was Gone           | Jo Beckett                | Telefilme                                                                               |
| 2005      | Fat Actress                | Kirstie Alley             | Elenco regular; roteirista e produtora executiva                                        |
| 2006      | The King of Queens         | Kirstie Alley             | Episódio: "Apartment Complex"                                                           |
| 2007      | Write & Wrong              | Byrdie Langdon            | Telefilme; produtora executiva                                                          |
| 2007      | The Minister of Divine     | Sydney Hudson             | Telefilme                                                                               |
| 2008      | The Hills                  | Ela mesma                 | Episódio: "Girls Night Out"                                                             |
| 2010      | Kirstie Alley's Big Life   | Ela mesma                 | Elenco regular; produtora executiva                                                     |
| 2011–2012 | Dancing with the Stars     | Ela mesma / competidora   | 34 episódios                                                                            |
| 2012      | The Manzanis               | Angela                    | Telefilme                                                                               |
| 2013      | Baby Sellers               | Carla Huxley              | Telefilme                                                                               |
| 2013–2014 | Kirstie                    | Maddie Banks              | Elenco regular; produtora executiva                                                     |
| 2013–2014 | Hot in Cleveland           | Maddie Banks              | 2 episódios                                                                             |
| 2015      | The Middle                 | Pam Staggs                | Episódio: "Pam Freakin' Staggs"                                                         |
| 2015      | Time Crashers              | Ela mesma                 | Elenco principal                                                                        |
| 2016      | Flaked                     | Jackie                    | Episódio: "Palms"                                                                       |
| 2016      | Scream Queens              | Ingrid Hoffel             | Elenco principal (2.ª temporada)                                                        |
| 2018      | Celebrity Big Brother 22   |                           | Competidora                                                                             |
| 2019      | The Goldbergs              | Janice Bartlett           | Episódio: "Food in a Geoffy"                                                            |
| 2020      | You Can't Take My Daughter | Suzanne                   | Telefilme                                                                               |
| 2022      | The Masked Singer          | Mamute                    | Eliminada no oitavo episódio da sétima temporada                                        |